# Marcela Černochová
Marcela Černochová (* 17. dubna 1973, Ostrov) je česká environmentalistka, nositelka Řádu britského impéria.

## Životopis
Pochází z Ostrova. Ještě během studia na lesnické fakultě začala pracovat jako dobrovolnice v Českém nadačním fondu pro vydru, kde následně deset let až do roku 2007 působila na pozici ředitelky.
V roce 2022 jí královna Alžběta II. udělila Řád britského impéria za přínos britským obchodním zájmům v ČR.

## Profesní dráha a odborná činnost
Od roku 2007 pracovala pět let na Ministerstvu pro místní rozvoj, kde se zaměřila na zavedení moderních metod a strategií řízení. Rok po zemětřesení na Haiti (2012–2013) koordinovala humanitární misi Charity ČR. V letech 2013–2021 byla ředitelkou Britské obchodní komory v Praze.
V roce 2021 začala pracovat ve spolku Arnika jako koordinátorka projektu na Ukrajině, kde v roce 2023 organizovala odběr vzorků ze dna Kachovské přehrady. Jako spoluautorka se podílela na studiích o životním prostředí na Ukrajině, které prezentovala v únoru 2024 na 6. schůzce Environmentálního shromáždění OSN (United Nations Environment Assembly – UNEA) v Nairobi.